# Nati nel 1906/Senza giorno specificato
| Questa pagina contiene informazioni ricavate automaticamente dalle voci biografiche con l'ausilio del template Bio e di un bot. L'aggiornamento è periodico e automatico e ricostruisce completamente la pagina. Se manca una persona in questa lista, sei pregato di non aggiungerla, ma accertati piuttosto che la sua voce biografica contenga il template Bio e che i dati anagrafici siano correttamente compilati. Se il template Bio manca, inseriscilo tu stesso o, in alternativa, metti l'avviso {{tmp\|Bio}} che ne segnala la mancanza. Se i dati riportati sono sbagliati, correggi direttamente la voce biografica; le modifiche saranno visibili in questa lista entro pochi giorni. Per chiarimenti vedi il progetto biografie. La lista contiene solo le 82 persone che sono citate nell'enciclopedia e per le quali è stato implementato correttamente il template Bio. Pagina aggiornata al 10 ago 2025. |

- Robert Adams, attore britannico († 1965)
- Julio Alejandro, scrittore, poeta e sceneggiatore spagnolo († 1995)
- Hasan Ferid Alnar, musicista turco († 1978)
- Juan Aparicio López, giornalista spagnolo († 1987)
- Laura Aponte, stilista italiana († 1990)
- Lina Banzi, altista, velocista e discobola italiana
- Lev Aronovič Barenbojm, pianista e musicologo russo († 1985)
- Ugo Vittore Bartolini, pittore italiano († 1975)
- Nunzio Bava, pittore italiano († 1994)
- Vittorio Bellentani, ingegnere italiano († 1968)
- Ferruccio Bernardis, politico italiano († 1993)
- Enzo Boni Baldoni, religioso italiano († 1972)
- Giuseppe Borghese, militare italiano († 1938)
- Richard Böck, militare tedesco
- Daniele Calabi, architetto italiano († 1964)
- Pascoal Carlos Magno, attore teatrale, drammaturgo e regista teatrale brasiliano († 1980)
- Luigi Castoldi, ingegnere e imprenditore italiano († 2000)
- Marco Ceriani, presbitero e storico italiano († 1995)
- Mark Clifton, scrittore statunitense († 1963)
- Fernando Condés, militare spagnolo († 1936)
- Giovanni Denaro, militare italiano († 1943)
- Paolo Dequarti, imprenditore italiano († 1982)
- Giulio Cesare Dogliotti, medico italiano († 1976)
- Mino Doletti, giornalista, critico cinematografico e sceneggiatore italiano († 1987)
- Alfonso Failla, politico e anarchico italiano († 1986)
- Medardo Fantuzzi, ingegnere italiano († 1986)
- René Fernández, calciatore boliviano († 1956)
- Luigi Filocamo, pittore italiano († 1988)
- Salvador Flores, calciatore paraguaiano
- Gigō Funakoshi, karateka giapponese († 1945)
- Antonio Furlan, partigiano e operaio italiano († 1944)
- Menachem Mendel Futerfas, rabbino, mistico e educatore russo († 1995)
- Maria Gallia, stilista italiana († 1974)
- Giacomo Mario Gili, paroliere italiano († 1996)
- Giovanni Haussmann, agronomo russo († 1980)
- Nagayasu Honda, calciatore giapponese († 1986)
- Huang Bamei, pirata cinese († 1982)
- George Hupp, attore statunitense
- Sokrátis Karantinós, regista, critico teatrale e attore greco († 1979)
- Rudolf Kasztner, giornalista e avvocato ungherese († 1957)
- Germaine Laborde, modella francese
- Pietro Laveglia, editore italiano († 1985)
- Pompei Lazăr, calciatore rumeno
- Colin Lucas, architetto britannico († 1984)
- Filippo Marini, militare italiano († 1936)
- Vasco Mariotti, chimico e scrittore italiano († 1962)
- Franco Martelli, militare italiano († 1935)
- Thorp McClusky, scrittore statunitense († 1975)
- Douglas McGregor, economista, docente e psicologo statunitense († 1964)
- Saturno Meletti, basso-baritono italiano († 1985)
- Mario Morosi, militare italiano († 1941)
- Orazi, pittore francese († 1979)
- Richard Scott Perkin, imprenditore statunitense († 1969)
- Fred Pittino, pittore italiano († 1991)
- Milton Propper, scrittore statunitense († 1962)
- Josep Puigdengolas Barella, pittore spagnolo († 1987)
- Giovanni Maria Rasario, medico italiano († 1988)
- Giovanni Renati, calciatore e allenatore di calcio italiano
- Ernest Retallack Hooper, giornalista e scrittore britannico († 1998)
- Cesare Rivelli, giornalista, conduttore radiofonico e sceneggiatore italiano († 1983)
- Angelo Rizzuto, fotografo statunitense († 1967)
- Gerardo Romero, calciatore paraguaiano
- Györgyné Rozgonyi, schermitrice ungherese († 1993)
- Mohammad-Hossein Shahriar, poeta iraniano († 1988)
- Stefan Shundi, scrittore, critico letterario e avvocato albanese († 1947)
- Xenia Silberberg, antifascista e scrittrice italiana († 1952)
- Christian Simenon, politico belga († 1947)
- Kunwar Indrajit Singh, politico nepalese († 1982)
- Mario Sturani, pittore, ceramista e illustratore italiano († 1978)
- Ilie Subășeanu, calciatore rumeno († 1980)
- Susana Soca, poetessa e scrittrice uruguaiana († 1959)
- Louis Taillandier, schermidore francese († 1963)
- Alberts Tarulis, calciatore lettone († 1927)
- Fernand Thiébaud, schermidore svizzero († 1997)
- Maria Uva, patriota italiana († 2003)
- Giuseppe Vacca, calciatore italiano († 1982)
- Giorgio Venturini, produttore cinematografico, regista e sceneggiatore italiano († 1984)
- Ferruccio Vignoli, militare e aviatore italiano († 1997)
- Giovanni Volpe, editore italiano († 1984)
- Juan Zanelli, pilota automobilistico cileno († 1944)
- Ruhije Zogu, principessa albanese († 1948)
- Max August Zorn, matematico tedesco († 1993)